# Cybianthus goyazensis
Cybianthus goyazensis Mez – gatunek roślin z rodziny pierwiosnkowatych (Primulaceae). Występuje endemicznie w Brazylii – w stanach Goiás, Minas Gerais, São Paulo oraz Dystrykcie Federalnym. 

## Morfologia
LiścieUlistnienie naprzemianległe. Blaszka liściowa ma odwrotnie jajowaty kształt, ostrokątną nasadę i zaokrąglony wierzchołek. Ogonek liściowy jest nagi.
KwiatyZebrane w gronach. Płatki mają okrągławy kształt.

## Biologia i ekologia
Rośnie na sawannie (campo). 